# Maison de la Montagne et de la Mer

Logotype de la Maison de la Montagne et de la Mer.

La Maison de la Montagne et de la Mer, souvent appelée Maison de la Montagne seulement, est une association loi de 1901 active sur l'île de La Réunion, département d'outre-mer français dans le sud-ouest de l'océan Indien. Fondée en 1989 à Cilaos, elle a désormais son siège au palais Rontaunay de Saint-Denis.
Elle participe à la promotion touristique des sports de plein air sur ce territoire, en particulier dans les Hauts. Elle constitue ainsi un acteur majeur de la structuration de la filière consacrée à la randonnée pédestre à La Réunion.

## Histoire
Le 26 octobre 1987 le Conseil général attribue une somme de 55 000 francs (83 847 €) au Comité départemental du tourisme (CDT) pour réaliser une étude de faisabilité en vue de la création d'une maison de la Montagne et pour le fonctionnement d'activités d'information et d'accueil.
Il décide que ces opérations seront animées et sous la responsabilité de Jean-Jacques Mollaret et Jacques Bertola, président de l'association Réunion Rando.
Ainsi sous l'impulsion de ces deux hommes, gendarmes de haute montagne est née la maison de la Montagne à l'île de La Réunion.